# Canthocamptus richardi
Canthocamptus richardi is een eenoogkreeftjessoort uit de familie van de Canthocamptidae. De wetenschappelijke naam van de soort is voor het eerst geldig gepubliceerd in 1934 door Lowndes.